# Нєзнанув (ґміна)
Ґміна Нєзнанув (пол. Gmina Nieznanów) — колишня (1934—1939 рр.) сільська ґміна Кам'янко-Струмилівського повіту Тарнопольського воєводства Польської республіки (1918—1939) рр. Центром ґміни було село Незнанів.

1 серпня 1934 р. було створено ґміну Нєзнанув у Кам'янко-Струмилівському повіті. До неї увійшли сільські громади: Бербекі, Будкі Нєзнановскє, Нєзнанув, Полонічна, Соколє (частина), Сєлєц Бєнькув (частина).

В 1940 р. ґміна ліквідована у зв’язку з утворенням району.